# Escadron de reconnaissance 4/33 Périgord

L'escadron de reconnaissance 4/33 Périgord est une unité de l'armée de l'air et de l'espace française spécialisée dans le renseignement aéroporté. Elle est équipée de deux avions légers de surveillance et de reconnaissance (ALSR) qui sont stationnés sur la base aérienne 709 de Cognac-Châteaubernard.

## Historique

### Seconde Guerre Mondiale
Le Groupe de Reconnaissance GR III/33 Périgord est créé le 16 novembre 1944 à Cognac. Il est doté de deux escadrilles équipées respectivement de P63 Kingcobra et Fieseler Storch. il est intégré aux forces aériennes de l'Atlantique et prend part aux opérations aériennes de neutralisation de la poche de Royan.
Le Groupe est dissous en mai 1945. Ses effectifs et matériels sont transférés à Colmar et intégrés au 1er Corps Aérien.

### Recréation en 2023
L'escadron est recréé en 2023 sous l'appellation EALSR 4/33 Périgord à l'occasion du transfert des deux ALSR du 1/54 Dunkerque sur la base aérienne de Cognac.
L'escadron s'insère dans la 33e Escadre de Surveillance de Reconnaissance et d’Attaque aux côtés des drones MALE General Atomics MQ-9 Reaper des Escadrons de Drones 1/33 Belfort et 2/33 Savoie et de l’Escadron de Transformation Drones 3/33 Moselle.

## Equipement
L'escadron est doté de deux Beechcraft King Air 350 "VADOR" (pour Vecteur aéroporté de désignation, d'observation et de reconnaissance) qui sont opérationnels depuis mars 2022,. Il s'agit d'un avion de reconnaissance à hélices développé à partir d’un avion d'affaires civil modifié par Sabena Technics.
Un troisième exemplaire doit être livré en 2026. 
Cet équipement permet des missions de renseignement, de reconnaissance et de surveillance, dans des environnements permissifs.

## Traditions
| Insigne                       | Période                                                                                               |
| ----------------------------- | --- |
| Insigne de l'escadron en 1944 | 1944-1945. L'escadron est alors stationné à Cognac, puis Royan, Oléron, La Rochelle et Saint Nazaire. |